# Un yankeu la curtea regelui Arthur
Un yankeu la curtea regelui Arthur (în engleză A Connecticut Yankee in King Arthur's Court, cu sensul de Un yankeu din Connecticut la curtea regelui Arthur) este un roman al scriitorului american Mark Twain. A apărut prima dată la editura Charles L. Webster and Co. în 1889. Prin „ransmigrarea sufletelor”, „transpunerea epocii - și a corpurilor”, yankeul lui Twain (inginerul Hank Morgan) este transportat înapoi în timp, odată cu cunoștințele despre tehnologia secolului XIX-lea. Scrisă la sfârșitul secolului al XIX-lea, Un yankeu la curtea regelui Arthur pare să prezică evenimentele din primul război mondial, când vechile idei ale Europei despre cavalerie în război au fost spulberate de noi arme și tactici.

## Ecranizări
- A Connecticut Yankee in King Arthur's Court (film mut din 1921, cu Harry Myers)
- A Connecticut Yankee (1931)
- A Connecticut Yankee in King Arthur's Court (1949)
- Knight-mare Hare (1955)
- Unidentified Flying Oddball (1979)
- New Adventures of a Yankee in King Arthur's Court (1988)
- A Kid in King Arthur's Court (1995)
- A Knight in Camelot (1998)

## Vezi și
- Lista cărților științifico-fantastice publicate în România